# Тесса Паркінсон
Тесса Паркінсон  (англ. Tessa Parkinson, 22 вересня 1986) — австралійська яхтсменка, олімпійська чемпіонка.

## Виступи на Олімпіадах
| Олімпіада  | Дисципліна | Місце |
| ---------- | ---------- | ----- |
| Пекін 2008 | Клас 470   | 1     |